# St. Antonius (Sönnern)

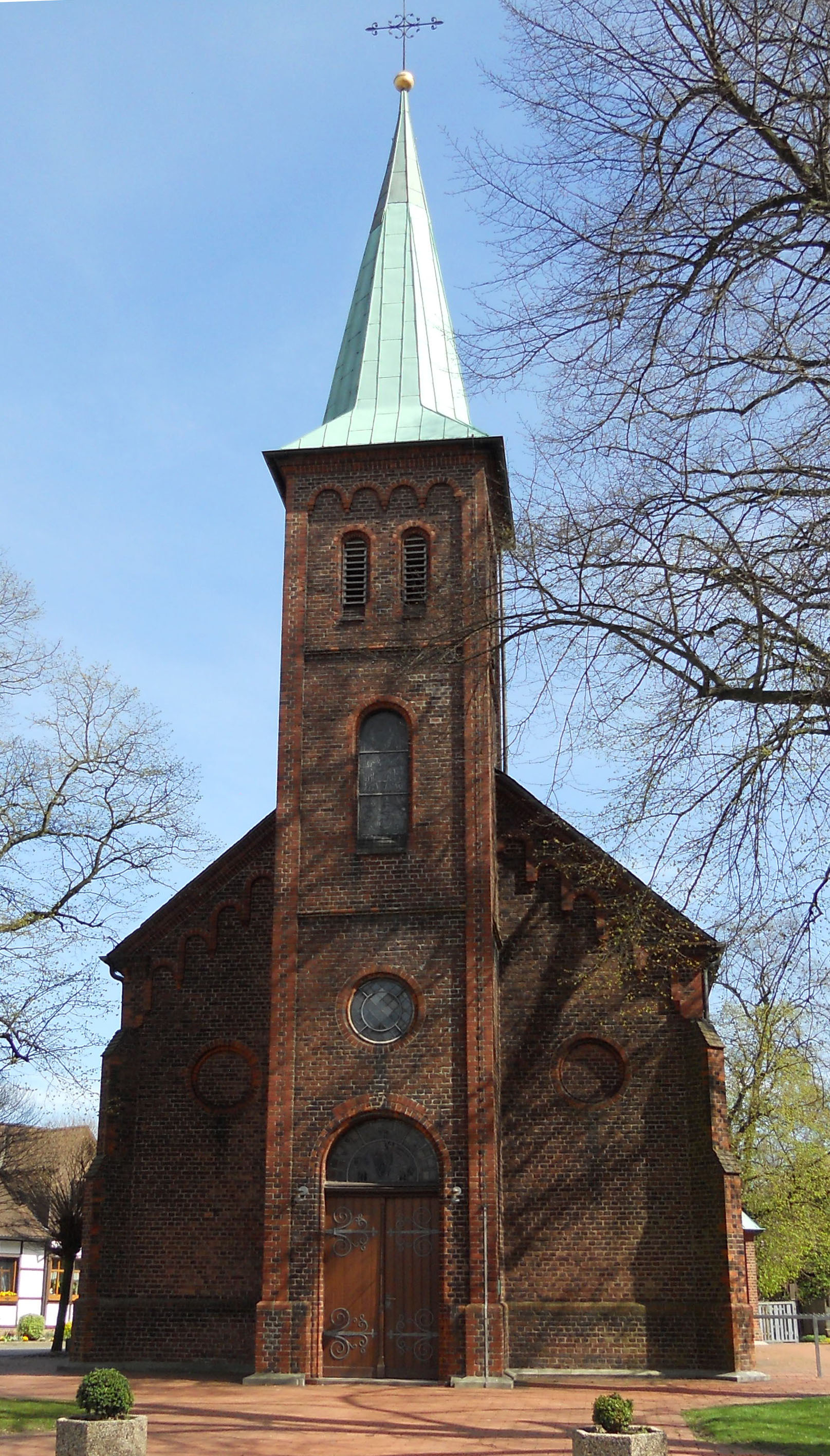
Kirche St. Antonius

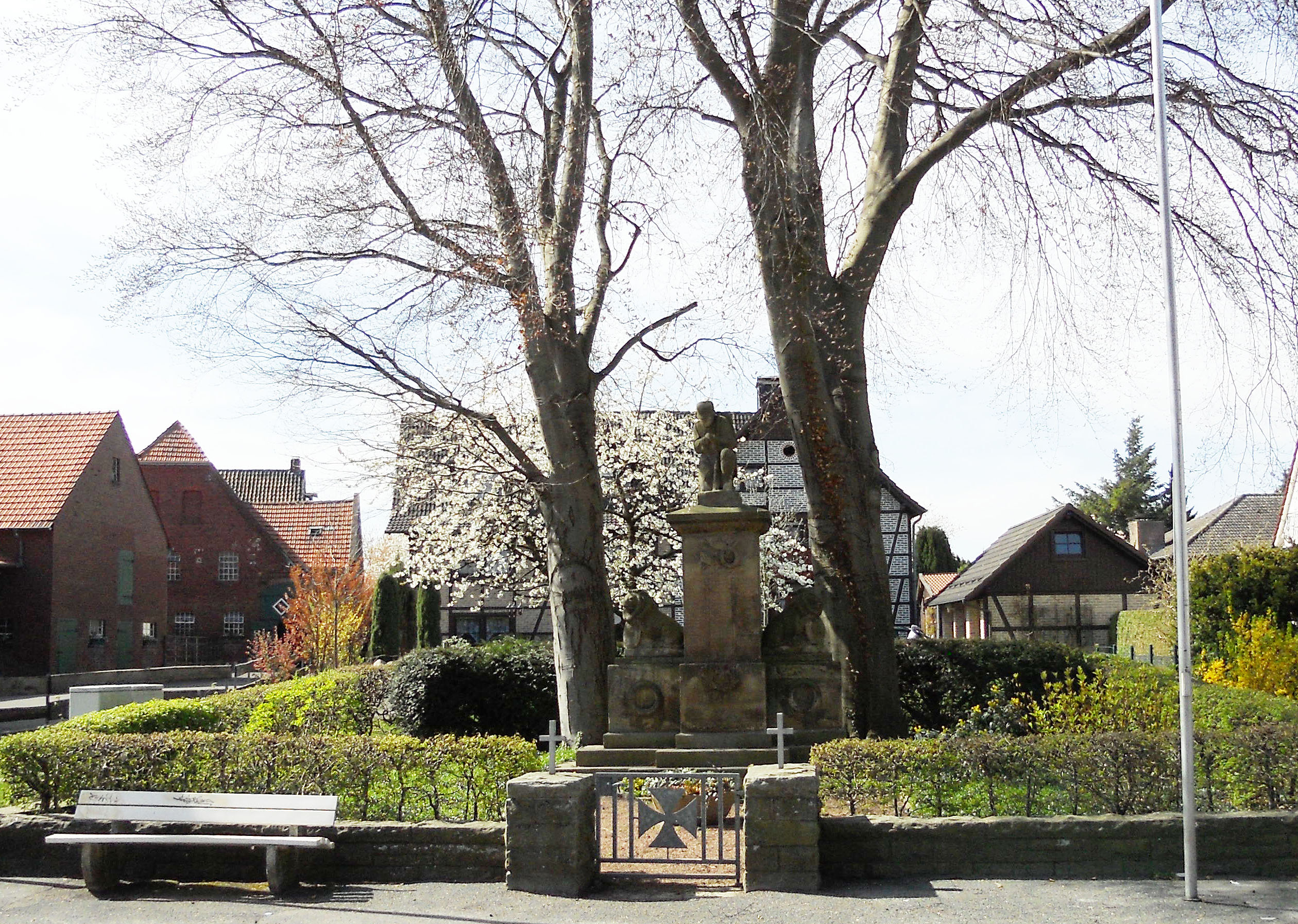
Das denkmalgeschützte Kriegerdenkmal gegenüber der Kirche

Die katholische Pfarrkirche St. Antonius ist ein denkmalgeschütztes Kirchengebäude in Sönnern, einem Ortsteil von Werl im Kreis Soest (Nordrhein-Westfalen). Die Gemeinde gehört zum Pastoralverbund Werl Nord im Dekanat Hellweg im Erzbistum Paderborn. Die Kirche ist dem Patrozinium des Antonius von Padua unterstellt.

## Geschichte und Architektur
Die katholische Gemeinde Sönnern gehörte im Laufe ihrer Geschichte mehreren Pfarreien an. Zuerst war sie Hilbeck zugehörig, während der Reformation dann Bausenhagen. Bevor Sönnern zur Pfarrgemeinde erhoben wurde, kam es zu Büderich.
In einer Urkunde von Mai 1897, die im Pfarrarchiv aufbewahrt wird, ist folgendes  überliefert: Der Landwirth Franz Fester zu Sönnern beabsichtigt der Kirchengemeinde Büderich ein Gartengrundstück zum Bauplatz eines Vicarienhauses in Sönnern und zu einem Vicariengarten daselbst zu schenken, so wie ferner 5 Hectar 92 Ar 10 Qm Ackerland zum Preise von Zehntausend Mark zu Gunsten der in Sönnern zu gründenden Vicarienstelle zu verkaufen. Der Pfarrer Cruse wurde bevollmächtigt, diese Schenkung für die Kirchengemeinde Büderich zu acceptiren und den betreffenden Kaufvertrag zu vollziehen, auch die von den Katholiken Sönnern und Umgegend aufzubringende Kaufsumme zu zahlen.
In den Jahren 1897 bis 1898 wurde das neuromanische Gebäude errichtet. Eine Anstellung eines Vikars und die Erhebung zur Filialkirchengemeinde mit eigener Vermögensverwaltung wurde 1898 erwirkt. Die Gemeinde wurde 1902 von der Pfarrei in Büderich getrennt und rechtlich mit dem Namen Pfarrvikarie St. Antonius von Padua, eigenständig. Ein katholisches Taufregister wurde 1903, ein Sterberegister 1908 begonnen.
Gegenüber der Kirche steht das Denkmalgeschützte Kriegerdenkmal.

## Ausstattung
- Im Jahr 1908 stellte die Orgelbaufirma Stockmann aus Werl eine Orgel mit zehn Registern auf. Eine Renovierung des Instrumentes war 1960 nötig.
- 1965 wurde eine Gedenktafel für die Vermissten und Gefallenen der beiden Weltkriege angebracht.[5]
- Eine Schreinerei setzte 1985 die alte hölzerne Ratsche instand[6]
- Eine Monstranz mit einem Fuß aus der Zeit um 1700 wurde der Kirche zu Anfang des 20. Jahrhunderts gestiftet; sie wurde 1934 neu vergoldet.[7]
- In einer Nische im Zelebrationsaltar steht ein Reliquienkreuz von 1932. Die darin befindliche Reliquie,   ein Stück aus der Taille des Hl. Antonius, wurde im Februar 2011 gestohlen und tauchte nicht wieder auf.[8] Die Patres des Franziskanerklosters Werl stifteten im Mai 2012 als Ersatz eine  Franziskus-Reliquie.[9]

## Geläut
Ursprünglich wurde 1897/98 ein Provisorium aus drei kleinen Gussstahlglocken installiert. Dies waren eine Glocke aus dem Franziskanerkloster Harreveld, eine Hof- und eine Schulglocke. Ein neues Geläut aus vier Bronzeglocken, Tonfolge des"-es"-f"-as", wurde 1988 aufgehängt.